# Air Moldova

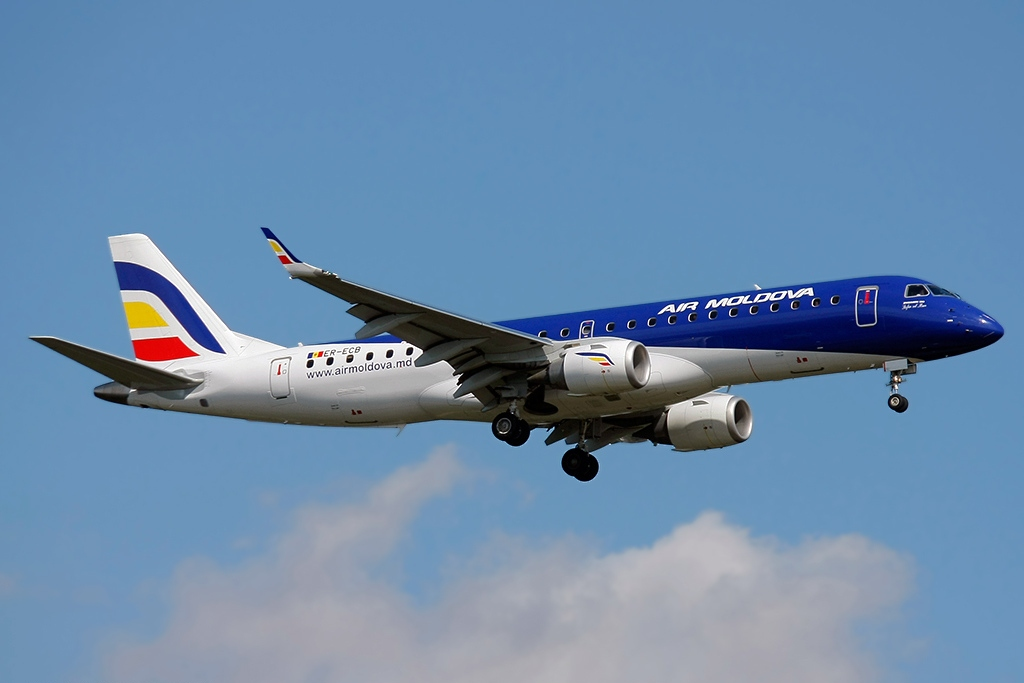
Un Embraer 190 in livrea di Air Moldova.

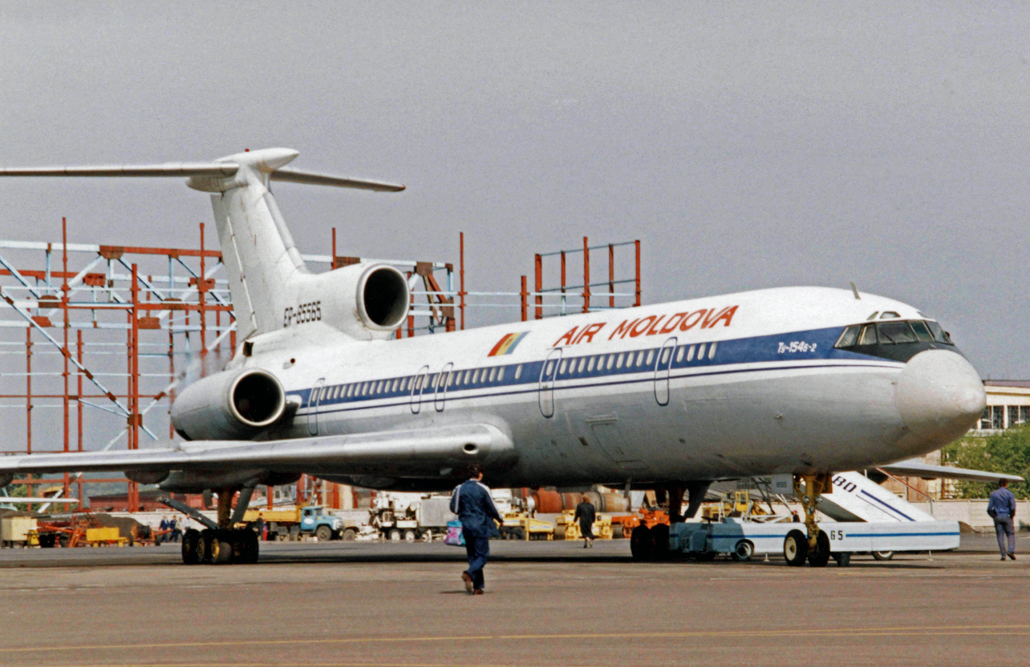
Un Tupolev Tu-154B-2 di Air Moldova con la livrea utilizzata fino al 2003.

Air Moldova era la compagnia aerea di bandiera dello stato omonimo; aveva base all'Aeroporto Internazionale di Chișinău dal quale operava voli di linea e charter verso le principali città europee. Dal 3 maggio 2023 ha sospeso tutte le attività.

## Storia
Air Moldova è stata fondata il 12 gennaio 1993 sulle ceneri dell'unità locale di Aeroflot. I primi aerei utilizzati sono stati i Tupolev Tu-154B e gli Yakovlev Yak-42 rilevati dalla compagnia aerea russa.
Nel 2001 Air Moldova ha preso in leasing un Embraer EMB 120 ed un Embraer ERJ 145 per poter restituire gli Yakovlev Yak-42 ad Aeroflot.
Nel 2003 la compagnia ha adottato una nuova livrea ed un nuovo logo, ridipingendo progressivamente tutti i propri velivoli. 
Il 13 luglio 2004 la compagnia è diventata membro di IATA.
A partire dal settembre 2003 sono stati acquistati in leasing da Ansett Australia due Airbus A320; nel novembre 2006 il Governo moldavo ha concesso un prestito di 93 milioni di Lei (circa 6 milioni di euro) per finanziarne l'acquisto di ulteriori due. Nello stesso anno i Tupolev Tu-154B sono stati radiati dalla flotta.
Nel maggio 2010 è entrato in flotta il primo Embraer E-190, negli anni successivi Air Moldova ne ha acquistati altri 3.
Nel febbraio 2015 Air Moldova ha sospeso le tre rotte verso Bucarest, Kiev e Soči a causa dell'interruzione della collaborazione con Tandem Aero che fino ad allora le aveva gestite per conto della compagnia.
Nel dicembre 2016 il Ministro dell'Economia moldavo ha dichiarato che il governo stava valutando l'ipotesi di privatizzare la compagnia aerea in seguito al passivo di bilancio registrato negli ultimi tre anni.

## Passeggeri trasportati
Nel 2005 la compagnia ha trasportato 423,800 passeggeri, mentre l'anno successivo ha registrato un incremento, arrivando a 687,000 passeggeri. Nel 2007 sono stati, invece, 934,000. Nel 2012 si è registrato un calo: la compagnia ha trasportato 506,000 passeggeri . L'anno seguente si è verificato un aumento di 21,000 unità . Nel 2015, Air Moldova ha trasportato 1 milione di passeggeri .

## Flotta
A maggio 2023 la flotta di Air Moldova era composta dai seguenti velivoli:

### Flotta storica
Nel corso degli anni, Air Moldova ha utilizzato i seguenti aerei:
- 3 Airbus A320-200;
- 2 Airbus A321-200 (in leasing da Hermes Airlines);
- 2 Airbus A319-100
- 1 Embraer ERJ 145 (in leasing da Air Exel);
- 3 Embraer E190
- 2 Embraer EMB-120;
- 1 McDonnell Douglas MD-82 (in leasing da Sky Wings Airlines);
- 2 Yakovlev Yak-42;
- 1 Tupolev Tu-154B.